# آرتور تافم
آرتور تافم (به انگلیسی: Arthur Topham) بازیکن فوتبال زادهٔ ۱۹ فوریه ۱۸۶۹ اهل انگلستان بود که سابقهٔ بازی در تیم ملی فوتبال انگلستان را در کارنامهٔ خود دارد. وی در تاریخ ۱۲ مارس ۱۸۹۴ تنها بازی ملی خود را در مقابل تیم ملی فوتبال ولز انجام داد.